# Haplopteris
Haplopteris es un género de helechos perteneciente a la familia Pteridaceae. Se encuentra en Madagascar y Sudeste de Asia.

## Taxonomía
Haplopteris fue descrito por Karel Presl y publicado en Tentamen Pteridographiae 141. 1836. La especie tipo es: Haplopteris scolopendrina (Bory) C. Presl. 

## Especies
- Haplopteris amboinensis (Fée) X.C.Zhang
- Haplopteris anguste-elongata (Hayata) E.H. Crane
- Haplopteris angustifolia (Blume) E.H. Crane
- Haplopteris doniana (Mett. ex Hieron.) E.H. Crane
- Haplopteris elongata (Sw.) E.H. Crane
- Haplopteris ensiformis (Sw.) E.H. Crane
- Haplopteris flexuosa (Fée) E.H. Crane
- Haplopteris forrestiana (Ching) E.H. Crane
- Haplopteris fudzinoi (Makino) E.H. Crane
- Haplopteris guineensis (Desv.) E.H. Crane
- Haplopteris hainanensis (C. Chr. ex Ching) E.H. Crane
- Haplopteris himalayensis (Ching) E.H. Crane
- Haplopteris linaeta J. Sm.
- Haplopteris linearifolia (Ching) X.C.Zhang
- Haplopteris longicoma (H. Christ) E.H. Crane
- Haplopteris malayensis (Holttum) E.H. Crane
- Haplopteris mediosora (Hayata) X.C.Zhang
- Haplopteris modesta (Hand.-Mazz.) E.H. Crane
- Haplopteris owariensis (Fée) E.H. Crane
- Haplopteris plurisulcata (Ching) X.C.Zhang
- Haplopteris scolopendrina (Bory) C. Presl
- Haplopteris sikkimensis (Kuhn) E.H. Crane
- Haplopteris taeniophylla (Copel.) E.H. Crane
- Haplopteris volkensii (Hieron.) E.H. Crane
- Haplopteris winitii S.Linds.
- Haplopteris zosterifolia (Willd.) E.H. Crane